# Christiane (Sängerin)
Christiane, bürgerlich Christiane Dreuth bzw. heute Christiane Batel, ist eine deutsche Sängerin. Bekannt wurde sie um 1970 als christlicher Kinderstar.

## Geschichte und Leben
Christiane wuchs in Rechtenbach im mittelhessischen Hüttenberg auf und sang im Wetzlarer Kinderchor unter der Leitung von Margret Birkenfeld, als sie entdeckt wurde. Auf der Suche nach einem christlichen Pendant zum niederländischen Kinderstar Heintje wurde sie 1969 im Alter von 14 Jahren von Verleger Hermann Schulte und seinem Verlag, den heutigen Gerth Medien, als Kindersopran Christiane herausgebracht. Ihr selbstbetiteltes Debütalbum wurde arrangiert und produziert von diversen Größen der christlichen Musikszene wie Margret Birkenfeld, Klaus Heizmann, Johannes Nitsch und Siegfried Fietz und begleitet von einem großen Orchester sowie Studiochor unter der Leitung von Klaus Heizmann. Sie sang vor allem geistliche Volkslieder, aber auch klassische Kirchenlieder und moderne Gospelsongs.
Dem aufwändigen Erstlingswerk folgte 1970 das Weihnachtskonzept Zu Bethlehem geboren, ein ruhigeres Album mit minimalistischen Arrangements, darunter auch rein instrumentalen Titeln mit Organist Peter van Woerden sowie Danilo van Woerden und Margret Birkenfeld (Flöte und Violine).
Vater, wir danken dir erschien 1971 und präsentierte sich wie das erste Album in reicherer Begleitung durch Instrumente und Chor; diesmal waren es ihre jungen Mitsänger und -sängerinnen des Wetzlarer Kinderchors.
Des Weiteren erschien Christiane auch auf Produktionen ihrer Produzenten, hier meist mit vollem Namen, so z. B. auf Platten des Wetzlarer Kinderchors, dem sie weiterhin angehörte, als eine seiner Solisten wie auf der LP Vater Martin (1977, seit 2001 auf CD).
Christiane Dreuth studierte später Gesang bei Uta Speckelsen an der Musikhochschule der Westfälischen Wilhelms-Universität Münster sowie bei Theo Altmeyer an der Hochschule für Musik, Theater und Medien Hannover. Seit 1975 wirkte sie bei Theaterproduktionen, Liederabenden und Festivals mit. Sie lebt heute als Musiklehrerin in Berlin, ist verheiratet als Christiane Batel und hat ein Kind. Der sakralen Musik bleibt sie weiterhin besonders verpflichtet, insbesondere Johann Sebastian Bachs kompositorischem Werk. Ein besonderes Comeback innerhalb der Szene begann 2011 mit dem ersten Nostalgiekonzert der Reihe Unvergessen – Lieder, die bleiben mit Interpreten christlicher Musik der 1950er und 60er Jahre, in deren Rahmen Christiane Batel als ehemaliger Kinderstar der Szene bereits wiederholt eingeladen war.
Der Verlag Gerth Medien veröffentlichte 2002 im Rahmen der Reihe Rückblick eine Auswahl der Kinderstimme.

## Diskografie
| Jahr | Titel                 | Verlag       |
| ---- | --------------------- | ------------ |
| 1969 | Christiane            | Gerth Medien |
| 1970 | Zu Bethlehem geboren  | Gerth Medien |
| 1971 | Vater, wir danken dir | Gerth Medien |

Kompilationen
Im Rahmen der Reihen Rückblick und Unvergessen – Lieder, die bleiben mit Digitalisationen aus dem Archiv des Verlags Gerth Medien sind auch Lieder von Christiane auf CD erschienen.
| Jahr | Titel                                    | Verlag       |
| ---- | ---------------------------------------- | ------------ |
| 2002 | Rückblick 5: Christiane                  | Gerth Medien |
| 2007 | Unvergessen 4 – Lieder von Paul Gerhardt | Gerth Medien |
| 2007 | Unvergessen 5 – Lieder zu Weihnachten    | Gerth Medien |
| 2007 | Ich steh an deiner Krippen hier          | Gerth Medien |
| 2011 | Unvergessen 9 – Lieder, die bleiben      | Gerth Medien |
| 2013 | Unvergessen 11 – Lieder, die bleiben     | Gerth Medien |